# ラサール石井
ラサール 石井（、1955年10月19日 - ）は、日本のお笑いタレント、日本の声優、俳優、司会者、脚本家、演出家、著作家、政治家、コラムニスト。社会民主党所属の参議院議員（1期）。第23回読売演劇大賞優秀演出家賞受賞。ラ・サール高等学校卒業、早稲田大学第一文学部除籍。石井光三オフィス所属。

## 来歴
大阪府大阪市住吉区帝塚山出身。大阪市立住吉小学校、住吉中学校卒業。快活で、児童会の会長に立候補して当選するほど目立つ子どもであった。松竹新喜劇や吉本の漫才を見て育ち、姉に連れられて宝塚歌劇団も鑑賞していた。コメディアンに憧れはあったが、クラスには必ず自分よりも面白い子がおり、二番手では無理であろうとあきらめていた。しかししゃぼん玉ホリデーで活躍していた青島幸男の存在から放送作家を志す。手塚治虫の作品からも大いに感化を受け、世にエンターテインメントを送り出す人間になりたいとの想いを持つ。中学時代はスパルタ教育で知られた進学塾の「入江塾」に通い、ラ・サール高等学校に進学。大学受験では東京大学文学部を目指したが不合格となり、早稲田大学第一文学部に進学。
早稲田大学ミュージカル研究会に入り、台本を書いて演出を行うようになる。まもなくテレビの構成作家をしていた部の先輩の目に留まり、自身も放送作家としてNETテレビの歌謡バラエティ番組『チビらサンデー』のコント制作に携わった。そのころ雑誌で劇団テアトル・エコー養成所の募集広告を目にし、「1期生」に惹かれて試験を受け、入所。声優養成試験はリップノイズがあることとマイクに息が吹きかかる癖があるという理由から、不採用だった。ミュージカル研究会とテアトル・エコーで芝居にあけくれる日々のなか、養成所の2年間を経て劇団に残れることになったが、大学が単位不足となり、除籍処分となる。そのころ養成所で一期下の渡辺正行、小宮孝泰とともにコント赤信号を結成。
1978年11月、コント太平洋（市川太平・なべ雄作）から誘われて渋谷の道頓堀劇場（ストリップ劇場）に所属するコメディアンとなり、杉兵助に弟子入り。先輩である市川太平や斉藤清六、ゆーとぴあのホープ、石倉三郎らと親交を結ぶ。このころ渡辺が赤信号のリーダーとなる。杉から澤田隆治を紹介され、澤田が道頓堀劇場での赤信号の舞台を観て気に入ったことから、1980年9月28日、関西テレビ制作の『花王名人劇場』でテレビデビュー。
澤田から石井光三を紹介され、石井光三が赤信号のマネージメントを務めるようになる。メディアでの活動が多くなり、暴走族コントや『オレたちひょうきん族』レギュラー出演などで人気を博す。

## タレント活動

### メディア出演
1980年代半ばから赤信号としてではなく単体でのメディア出演が増え、インテリ芸人として台頭する。『ホットドッグ・プレス』の連載「ラサール石井の必ず成功する受験術」で「ラサール石井」をはじめて名乗り、1986年の『クイズ!!ひらめきパスワード』レギュラー出演をもって正式な芸名となった。
『たけし・逸見の平成教育委員会』では同郷出身の辰巳琢郎（京都大学文学部卒）とともに活躍し、優等生獲得回数は25回で第1位（辰巳が12回で2位タイ）。『マジカル頭脳パワー!!』にも準レギュラーとして出演した。『オールスター感謝祭』（TBS）でも優勝経験を持つ。
ラジオでは『スーパーギャング』（TBSラジオ）や『合格いっぽん道』（ラジオたんぱ）などに出演。テレビのバラエティ番組では明石家さんまやビートたけしの脇を固め、『目撃!ドキュン』（テレビ朝日系）や深夜番組『おとなのえほん』（サンテレビ）などで司会も担当するようになる。
2004年4月から2005年3月25日まで、『ウォッチ!』（TBS）に新聞コーナーの編集長として出演（月曜日 - 金曜日）し、2005年3月28日からはTBSの夕方の顔として『イブニング・ファイブ』（月曜日 - 金曜日16:54 - 18:55）に出演していたが、2006年3月に「舞台演出家としての仕事が好調で両立が困難なため」という理由で番組を降板した。2007年度からは、『イブニング・ファイブ』と同じ時間帯（14:00 - 17:50）に、毎日放送（TBS系列）で関西ローカルとして放送された『ちちんぷいぷい』にレギュラー出演していた。
『M-1グランプリ』には、2001年の初回から2005年の第5回までと2007年の第7回で審査員を務めている。『R-1ぐらんぷり』でも2009年の第7回から2012年の第12回まで審査員を務めた。
お笑い第二世代の数少ない生き残りとされ、「最強の二番手タレント」と評される。

### こちら葛飾区亀有公園前派出所
1996年から放送されたテレビアニメ『こちら葛飾区亀有公園前派出所』では主人公・両津勘吉の声を担当。放送開始当初は「話題作りのための芸人起用」と批判されていたが、次第に原作ファンや視聴者から「ハマリ役」と絶賛され、幅広い世代に支持される。原作者の秋本治も漫画内で「わしにそっくり」という両津自身の台詞という形で絶賛し、ドラマ化の際に両津役にラサールを推薦するほど高く評価していた。主役だと自分専用のマイクが用意されるため、かつてテアトル・エコー時代に指摘されたマイクに息が吹きかかる癖はマイクの前に斜めに立つことで解消したという。
舞台版『こちら葛飾区亀有公園前派出所』では脚本・演出・主演をこなし、1999年、2003年、2006年（連載30周年記念）、2017年（連載40周年記念）に上演された。2009年放送の実写ドラマ版では当初は両津勘吉役でオファーが来たが本人が辞退し、両津勘吉の父親・銀次役での出演となった（同作の両津役は香取慎吾）。

## 演劇活動
1984年にコント赤信号として『赤信号劇団』を立ち上げ、『劇団七曜日』の作・演出家としても活動。1995年には水谷龍二や盟友・小宮孝泰らとともに演劇集団『星屑の会』を結成する。
中村勘九郎（十八代目中村勘三郎）主演の喜劇や日本音楽事業者協会創立40周年記念ミュージカル『スター誕生』の演出をはじめ多くの舞台に精力的に取り組み、志村けんのライフワーク的舞台であった『志村魂』では初回（2006年）から最後となった志村魂14（2019年）まで脚本・総合演出を担当。伊東四朗と三宅裕司が率いる伊東四朗一座（熱海五郎一座）には2004年の設立時から出演を続ける。
2016年には、『HEADS UP!』で第23回読売演劇大賞優秀演出家賞受賞。近年は演劇（作・脚本・演出・出演）が主な活動の場となっている。

## 政治活動
2025年6月29日、同年7月の参議院議員選挙に社会民主党から比例区で出馬することが発表された。6月27日まで熱海五郎一座の公演（新橋演舞場）に出演していたことから発表が公示直前となった。6月30日の記者会見での振る舞いは芸能人としてはめずらしい「肝の据わった立候補会見」と評された。立候補の相談はだれにもしておらず、発表前日に伊東四朗と三宅裕司、劇作家の水谷龍二にのみ伝えたという。
芸能人への応援演説の依頼を行うつもりはなかったが、コント赤信号の渡辺正行・小宮孝泰が応援の意思を本人に伝達。7月6日には小宮と清水よし子（ピンクの電話）が街頭演説に駆けつけた。
同選挙で社民党は比例代表で121万票余（得票率2.06%）を獲得し、1議席を確保するとともに公職選挙法上の政党要件（得票率2%以上）を死守した。石井はそのうち20万票余の個人得票を得、当選した。
初当院では、記者団に対し「石破さんが辞めてしまうと、次にちょっと思わしくないような極右な政権ができてしまう可能性が高いので、それは避けたい」とも語った。

## 発言

### 浅田真央に関するハラスメント発言
2011年4月30日、モスクワでフィギュアスケート世界選手権が行われ、浅田真央は6位に終わった。翌5月1日、石井はTwitterで「ちょっと暴言吐きます」とした上で、浅田について、交際相手を持って性的な経験を重ねることで表現力を付けるべき、との趣旨のツイートを行った。批判が殺到したことを踏まえ、石井は2日後に全面的に謝罪するとともに発言を撤回した。同月末に行われた『伊東四朗一座』『熱海五郎一座』の合同公演の記者会見でも本件についてあらためて謝罪した。
発言から14年後の2025年、社民党から参議院議員選挙に立候補することとなり、週刊誌から社民党に対して本件への見解について質問がなされた。その回答書で、石井本人が「取り返しのつかない内容」であり当時から現在に至るまで深い反省と謝罪の意を持ちつづけているとし、その反省と学びの上で「ジェンダー平等」と「あらゆるハラスメント根絶」に向け活動するとの決意を示した。

### 2024年能登半島地震における誤情報騒動
岸田文雄首相が2024年1月11日夜に能登半島地震の被災者に向け「自らと命と健康を守るため、ぜひホテルや旅館などへのより安全な環境へ、積極的な二次避難をお願いします」とXで呼びかけたことに対し「被災者にそんな金あるか。だったらあんたが金を出して、旅館やホテルを借り上げ避難民を移動させろ。五輪誘致のアルバム作りみたいに、馳浩石川知事に官房機密費から金出してやらせろ」と投稿した。岸田首相は石井の投稿を受け「二次避難について誤解を招きかねない、事実に基づかない投稿が散見されていますが、二次避難先は行政で手配しており、避難者の方にご負担いただくことはありません。その他の誤情報も散見されます」と投稿。その上で「影響の大きいアカウントだから正しいとは限りません。公共機関等からの情報の確認をお願いします」と呼び掛けた。 石井はこの日、「正月以来政府の地震災害への対応に怒りを感じる連続だったので、二次避難の呟きにも即反応してしまい、ホテルや旅館が有料であるかのような誤情報を流す結果になりました」とし、「被災地の皆様にはただならぬご迷惑をお掛けしたことを深くお詫びします。1日も早く平穏な日々が戻りますことを願っております」と謝罪した。

## 人物
1979年、同じ『テアトル・エコー』に所属していた一期下で同い年の女性と結婚。2011年1月、15年前から別居していた妻と正式に離婚が成立。2012年1月、24歳の一般人女性と2度目の結婚したことを31日に所属事務所が明らかにした。出会いから結婚に至るまでの交際期間が4カ月というスピード婚だった。
2020年4月から日刊ゲンダイで週1回、コラム「ラサール石井 東憤西笑」を担当。

## 出演作品（俳優）

### テレビドラマ
- 太陽にほえろ!（1977年、日本テレビ）#275「迷路」（石井章雄名義）
- 若き血に燃ゆる〜福沢諭吉と明治の群像（1984年、テレビ東京）
- 心はロンリー気持ちは「…」（1984年 - 2003年、フジテレビ）
- 男女7人秋物語（1987年、TBS） - （石井章雄名義）
- おヒマなら来てよネ!（1987年、フジテレビ） - 大久保毅
- ハロー!グッバイ（1989年、日本テレビ） - 田川優刑事
- 世にも奇妙な物語『不眠症』（1991年、フジテレビ） ‐ 中川栄一
- 土曜ワイド劇場「同居人カップルの殺人推理旅行シリーズ」（1995年 - 1998年、テレビ朝日） - 森田雄太郎
- 終らない夏（1995年、日本テレビ）
- 火曜サスペンス劇場「女検事・霞夕子〜雨に濡れた遺書」（1995年、日本テレビ） - 宇沢健一
- 異人館通りの聖夜（1995年、毎日放送）
- 物書同心いねむり紋蔵（1998年、NHK）
- 元禄繚乱（1999年、NHK） - 紀伊國屋文左衛門
- 3年B組金八先生・第5シリーズ（1999年 - 2000年、TBS） - 中野 明〈中野先生〉
- G-SAVIOUR（2000年、テレビ朝日） - 海外制作の特撮番組。ガーノー役吹き替え
- 明日があるさ（2001年、日本テレビ） - 桜木
- 金田一少年の事件簿『露西亜人形殺人事件』（2001年9月8日、日本テレビ） - 桐江純一郎 役
- 月曜ミステリー劇場
  - 「湯の町コンサルタント2」（2003年） - 野上重之
  - 「浅見光彦シリーズ19・長崎殺人事件」（2004年、TBS） - 吉田刑事課長 役
- 連続テレビ小説（NHK）
  - てるてる家族（2003年）
  - 瞳（2008年）
  - カーネーション（2012年） - 桜井
  - あさが来た（2016年） - 萬谷与左衛門
  - とと姉ちゃん（2016年） - 大迫博文
- お台場探偵羞恥心 ヘキサゴン殺人事件（2008年8月6日、フジテレビ） - 本人
- こちら葛飾区亀有公園前派出所（2009年、TBS） - 両津銀次
- 月曜ゴールデン「浅見光彦シリーズ32・天河伝説殺人事件」（2013年、TBS） - 新井佑介
- 雲の階段（2013年、日本テレビ） - 武村村長
- 半沢直樹（2013年、TBS） - 波野吉弘
- 名古屋行き最終列車 第2話（2014年1月28日、名古屋テレビ） - 松山裕
- 極悪がんぼ 第3話（2014年4月28日、フジテレビ） - 地揚四郎
- 東京スカーレット〜警視庁NS係 第1話（2014年7月15日、TBS） - 芝浜勘太郎
- ほっとけない魔女たち 第39 - 最終話（2014年10月24日 - 31日、東海テレビ） - 長谷川
- 天使のナイフ（2015年2月 - 3月、WOWOW） - 貫井哲郎
- ちゃんぽん食べたかっ!（2015年、NHK） - 古田孝司
- 松本清張ミステリー時代劇 第6話（2015年6月9日、Sジャパン） - 源八
- 月曜ゴールデン「遺品整理人 谷崎藍子5」（2015年7月27日、毎日放送） - 太田
- TBS年末スペシャルドラマ「赤めだか」（2015年12月28日、TBS） - 高田文夫[42]
- ヒガンバナ〜警視庁捜査七課〜 第8話（2016年3月2日、日本テレビ） - 服部
- 土曜ワイド劇場「刑事一徹〜命懸けで捜査に挑む 犯人より心配性な男」（2016年7月23日、テレビ朝日） - 吉川豊
- 侠飯 第8話（2016年、テレビ東京） - 魚住次郎
- 立花登青春手控え2 第4話（2017年4月28日、NHK BSプレミアム） - 金平
- 日曜プライム 「おかしな刑事20」（2019年6月16日、テレビ朝日） - 田所久弥
- ミス・ジコチョー〜天才・天ノ教授の調査ファイル〜 第8話（2019年12月6日、NHK） - 新藤秀一
- ワカコ酒 season5 第1夜（2020年4月6日、BSテレ東） - 「逢楽」の常連客

### Webドラマ
- 民王番外編 秘書貝原と6人の怪しい客（2016年4月配信開始、ビデオパス・テレ朝動画） - 花山夏樹[43]
- 全裸監督2（2021年6月24日 全話配信、Netflix） - 検事総長

### 映画
- 時代屋の女房2（1985年、石井章雄名義）
- 子象物語 地上に降りた天使（1986年、石井章雄名義）
- ビリィ★ザ★キッドの新しい夜明け（1986年）
- 文学賞殺人事件 大いなる助走（1989年）
- ボクが病気になった理由（1990年）
- ロマンス（1992年）
- ゴジラvsメカゴジラ（1993年） - 桂木邦雄[5]
- ガメラ2 レギオン襲来（1996年） - NTT名崎送信所々員
- 難波金融伝ミナミの帝王（1999年）
- テニスの王子様（2006年） - フリスビーのパパ
- パッチギ! LOVE&PEACE（2007年、井筒和幸監督） - 三浦プロデューサー
- おとうと（2010年、山田洋次監督）
- こちら葛飾区亀有公園前派出所 THE MOVIE 〜勝どき橋を封鎖せよ!〜（2011年） - 両津銀次
- TOKYOてやんでぃ（2013年）
- 嫌な女（2016年）
- 星くず兄弟の新たな伝説（2018年） - ドクター雅智
- 無頼（2020年） - 橘組組長
- ボクたちはみんな大人になれなかった（2021年[注釈 7]） - 大黒光夫

### CM
- ダイワハウス（外張り断熱の家xevo編）
- シャープ（日本一短いクイズSHOW シャープに答えて!）
- 日清食品（中華食堂 麻婆めん）
- ナムコ（ラサール石井のチャイルズクエスト）
- 中外製薬（中外胃腸薬）
- ECCコンピュータ学院
- 快適生活ラジオショッピング（薬用育毛剤「毛髪魂マイレーベン」）
- 京セラ（携帯電話・IDセパブルシステム）

### バラエティ・情報番組
- オレたちひょうきん族（1982年 - 1989年、フジテレビ） - レギュラー
- クイズ!!ひらめきパスワード（1986年 - 1990年、毎日放送） - レギュラー
- JanJanサタデー（1987年 - 1990年、静岡第一テレビ） - レギュラー司会
- ヴィヴィアン（1987年 - 1994年、中京テレビ） - 司会
- さんま・一機のイッチョカミでやんす（1989年 - 1990年、日本テレビ） - 準レギュラー
- こだわりTV PRE★STAGE（1989年 - 1990年、テレビ朝日）
- 世界まる見え!テレビ特捜部（1990年 - 2009年頃[要出典]、日本テレビ） - 準レギュラー
- マジカル頭脳パワー!!（1990年12月15日 - 1993年・1999年頃[要出典]、日本テレビ） - 準レギュラー、トップ頭脳賞 5回
  1. 1990年12月15日 トップ頭脳賞（初）
  2. 1991年2月2日 トップ頭脳賞（2回目）1枠
  3. 1991年2月9日
  4. 1991年2月16日
  5. 1991年5月25日
  6. 1993年2月27日 トップ頭脳賞（5回目）
- おとなのえほん（1991年 - 1992年、サンテレビ） - レギュラー
- たけし・逸見の平成教育委員会（1991年 - 1997年、フジテレビ） - レギュラー
- 超近未来遭遇!! どーなるスコープ（1992年、読売テレビ） - レギュラー
- まんが日本史（1992年、NHK） - 日本史研究所 所長
- 冒険!ゴジランド（1992年、テレビ東京） - 司会[5][45]
  - 冒険!ゴジランド2（1993年、テレビ東京） - 司会[5]
- 明石家多国籍軍（1994年、毎日放送） - レギュラー
- ぶらり途中下車の旅（日本テレビ）
  - 伊豆急行線編（1994年） - 不定期
  - 埼京線編（2007年） - 不定期
- 目撃!ドキュン（1995年10月 - 2002年、テレビ朝日） - MC
- 明石家マンション物語（1999年 - 2001年、フジテレビ） - レギュラー
- 明石家ウケんねん物語（2001年 - 2002年、フジテレビ） - レギュラー
- ウォッチ!（2004年 - 2005年、TBS） - レギュラー
- イブニング・ファイブ（2005年 - 2006年、TBS） - 準レギュラー
- クイズ!ヘキサゴンII（2005年 - 2011年、フジテレビ）
- ネプリーグ（2005年5月23日 - 2012年2月20日、フジテレビ） ※9回出場
- ちちんぷいぷい（2007年 - 2021年、毎日放送）
- FNS27時間テレビ31（2017年、フジテレビ系列） - 両津勘吉 (声の出演)
- アニ×パラ（2018年、NHK BS1・NHK総合・NHK Eテレ） - 両津勘吉 (声の出演)

### ラジオ
- 合格いっぽん道（ラジオたんぱ）[3]
- TOKYOベストヒット（ニッポン放送）[3]
- おはようパンたオジら!（ラジオたんぱ） - 木曜日隔週レギュラー出演
- スーパーギャング・ラサール石井の人生道場（TBSラジオ）[3]

## 出演作品（声優）

### テレビアニメ

#### 1996年
- こちら葛飾区亀有公園前派出所（1996年 - 2008年、両津勘吉[46]、両津亀吉[注釈 8]、両津実直[注釈 9]）

#### 2007年
- 銀魂（マユゾン）

#### 2016年
- こちら葛飾区亀有公園前派出所 THE FINAL 両津勘吉 最後の日（両津勘吉[47]）

### 劇場版アニメ

#### 1999年
- こちら葛飾区亀有公園前派出所 THE MOVIE（両津勘吉[48]）

#### 2003年
- こちら葛飾区亀有公園前派出所 THE MOVIE2 UFO襲来! トルネード大作戦!!（両津勘吉）

### ゲーム
- ラサール石井のチャイルズクエスト（1989年、ナムコ） - 主人公・本人 ※ゲーム内に登場。本人はゲーム開発に関与していない。
- こちら葛飾区亀有公園前派出所 ハイテクビル侵攻阻止作戦!の巻（1997年7月24日、バンダイ） - 主人公・両津勘吉
- こちら葛飾区亀有公園前派出所 中川ランド大レース!の巻（1997年8月29日、バンダイ） - 主人公・両津勘吉
- アミューズメント筐体 両さんのボーナス争奪戦（2006年、こち亀ゲームぱ〜く） - 主人公・両津勘吉
- こちら葛飾区亀有公園前派出所 勝てば天国!負ければ地獄! 両津流 一攫千金大作戦!（2010年6月17日、バンダイナムコゲームス） - 主人公・両津勘吉
- ジェイスターズ ビクトリーバーサス（2014年、バンダイナムコゲームス） - 両津勘吉

## 舞台作品
| 公演年                         | 作品名                                                                    | 役割                     | 主な劇場                                             | 主なスタッフ・キャスト | 特記事項                                                                             |
| ------------------------------ | ------------------------------------------------------------------------- | ------------------------ | ---------------------------------------------------- | --- | ------------------------------------------------------------------------------------ |
| 1984                           | 赤信号劇団 「マゼランブルー」                                             | 出演                     | ザ・スズナリ                                         | 作：鴻上尚史 演出：川村毅 出演：渡辺正行、室井滋、日高のり子 | 旗揚げ公演。ラサール石井は当時の芸名「石井章雄」で出演。                             |
| 1984                           | 赤信号劇団 「白いEXIT」                                                   | 出演                     | 吉祥寺バウスシアター                                 | 作・演出：秋元康 出演：渡辺正行、室井滋、伊藤克信 |                                                                                      |
| 1985                           | 赤信号劇団 「雨が聞こえない」                                             | 出演                     | 下北沢駅前劇場                                       | 作・演出：秋元康 出演：渡辺正行、室井滋、日高のり子、南部虎弾 |                                                                                      |
| 1986                           | 赤信号劇団 「同僚物語」                                                   | 出演                     | 下北沢駅前劇場                                       | 作：水谷龍二 演出：荻野繁 出演：渡辺正行、石井章雄 |                                                                                      |
| 1986                           | 赤信号劇団 「恋は愚かと言うけれど」                                       | 演出                     | 紀伊國屋ホール                                       | 作：清水東 演出：石井愃一 出演：室井滋、ピンクの電話 |                                                                                      |
| 1987                           | 赤信号劇団 「ですから」                                                   | 出演                     | 下北沢駅前劇場                                       | 作：谷口秀一 演出：永峰明 出演：渡辺正行、室井滋、近藤芳正 |                                                                                      |
| 1987                           | 赤信号劇団 「続同僚物語」                                                 | 出演                     | 下北沢駅前劇場                                       | 作：水谷龍二 演出：荻野繁 出演：渡辺正行、石井章雄 |                                                                                      |
| 1988                           | 赤信号劇団 札幌公演                                                       | 出演                     | 札幌本多劇場                                         | 作：水谷龍二 演出：荻野繁 出演：渡辺正行、石井章雄 |                                                                                      |
| 1988                           | 赤信号劇団 「サバニよ風に乗って走れ」                                     | 出演                     | 紀伊國屋ホール                                       | 原案：石井愃一 作：清水東 出演：室井滋、渡辺正行 |                                                                                      |
| 1989                           | 赤信号劇団 「甚だしくもおびただしい」                                     | 出演                     | 本多劇場                                             | 作：大岩章介 演出：矢崎滋 出演：中村あずさ、渡辺正行 |                                                                                      |
| 1991                           | 赤信号劇団 「幸せのどん底」                                               | 出演                     | 博品館劇場                                           | 作：大岩章介 演出：矢崎滋 出演：渡辺正行、中村ひとみ |                                                                                      |
| 1991                           | 赤信号劇団 「ノーセックスプリーズ」                                       | 出演                     | 本多劇場                                             | 作：アンソニー・マリオット、アリステア・フット 演出：矢崎滋 |                                                                                      |
| 1991                           | 小宮孝泰プロデュース 「淋しい都に雪が降る」                               | 出演                     | シアター/トップス                                    | 作・演出：水谷龍二 出演：ラサール石井、小宮孝泰 |                                                                                      |
| 1992                           | tatsuya-最愛なる者の側へ                                                  | 出演                     | 相鉄本多劇場                                         | 作：鐘下辰男 劇団：流山児★事務所 出演：有薗芳記、塩野谷正幸 |                                                                                      |
| 1992                           | 矢崎滋プロデュース 「ノイゼズオフ」                                       | 出演                     | 博品館劇場                                           | 作：マイケル・フレイン 演出：矢崎滋 出演：浅田美代子、小林勝也 |                                                                                      |
| 1993                           | 「淋しい都に雪が降る」再演                                                | 出演                     | シアターモリエール                                   | 作・演出：水谷龍二 出演：ラサール石井、小宮孝泰 |                                                                                      |
| 1994                           | 石井光三オフィス公演 「星屑の町」                                         | 出演                     | ザ・スズナリ、下北沢タウンホール                     | 作・演出：水谷龍二 出演：太平サブロー、ラサール石井、でんでん、渡辺哲                                                                                                | 初演                                                                                 |
| 1995                           | 赤信号劇団 「イメルダ」                                                   | 出演                     | 本多劇場                                             | 作：三谷幸喜 演出：渡辺えり 出演：渡辺正行、仁藤優子 |                                                                                      |
| 1996                           | 星屑の会 「星屑の町」再演                                                 | 出演                     | 本多劇場                                             | 作・演出：水谷龍二 出演：太平サブロー、ラサール石井、渡辺哲 |                                                                                      |
| 1996                           | ダフネの嵐                                                                | 作・演出                 | 本多劇場                                             | 作・演出：ラサール石井 劇団：流山児★事務所 |                                                                                      |
| 1996                           | 星屑の会 「星屑の町２」南国旅情篇                                         | 出演                     | 本多劇場、近鉄小劇場                                 | 作・演出：水谷龍二 出演：平田満、ラサール石井、太平サブロー |                                                                                      |
| 1997                           | 河童                                                                      | 演出                     | THEATER/TOPS                                         | 作：中島かずき 演出：ラサール石井 |                                                                                      |
| 1997                           | 星屑の会 「クレイジーホスト」                                             | 出演                     | 本多劇場                                             | 作・演出：水谷龍二 出演：中西良太、ラサール石井、渡辺哲 |                                                                                      |
| 1997                           | 星屑の会 「親友」                                                         | 出演                     | ザ・スズナリ                                         | 作・演出：水谷龍二 出演：ラサール石井、でんでん |                                                                                      |
| 1997                           | ツイン・ベッド －カルカッタの眠れない夜－                                 | プロデュース             | シアター/トップス                                    | 出演：流山児祥、有薗芳記 プロデュース：ラサール石井 |                                                                                      |
| 1998                           | 星屑の会 「星屑の町３」ナニワ純情篇                                       | 出演                     | 本多劇場、近鉄小劇場                                 | 作・演出：水谷龍二 出演：太平サブロー、ラサール石井、山西惇 |                                                                                      |
| 1999                           | ドラマリーディング 「堰（せき）」                                         | 出演                     | シアタートラム                                       | 作：コナー・マクファーソン 演出：山元清多 出演：ラサール石井、土居裕子                                                                                               |                                                                                      |
| 1999                           | 星屑の会 「ある晴れた日の自衛隊」                                         | 出演                     | 本多劇場                                             | 作・演出：水谷龍二 出演：篠井英介、ラサール石井、でんでん |                                                                                      |
| 1999                           | 星屑の会 「次郎長漫遊記」                                                 | 出演                     | 本多劇場                                             | 作・演出：水谷龍二 出演：坂本あきら、田島令子、ラサール石井、清水宏                                                                                                  |                                                                                      |
| 2000                           | Happy Days～幸せな日々～                                                  | 出演                     | 本多劇場                                             | 作：鐘下辰男 演出：ケラリーノ・サンドロヴィッチ 出演：篠井英介、塩野谷正幸                                                                                           |                                                                                      |
| 2000                           | 清水宏のサタデーナイトライブ12                                            | 演出                     | ザ・スズナリ                                         | 作：清水宏 演出：ラサール石井 |                                                                                      |
| 2000                           | 星屑の会 「星屑の町」長崎慕情篇                                           | 出演                     | 本多劇場                                             | 作・演出：水谷龍二 出演：太平サブロー、ラサール石井、渡辺哲 |                                                                                      |
| 2000                           | 星屑の会 「淋しい都に雪が降る」再々演                                     | 出演                     | 青山円形劇場                                         | 作・演出：水谷龍二 出演：ラサール石井、小宮孝泰 |                                                                                      |
| 2001                           | 白鷺城の花嫁                                                              | 作・演出                 | スペース・ゼロ                                       | 作・演出：ラサール石井 劇団：流山児★事務所 |                                                                                      |
| 2001                           | 星屑の会 「クレージーホスト・リターン」                                   | 出演                     | 本多劇場                                             | 作・演出：水谷龍二 出演：ラサール石井でんでん・渡辺哲 |                                                                                      |
| 2001                           | パンタロンはきまくり！！                                                  | 作・演出                 | ザ・スズナリ                                         | 作・演出：ラサール石井 劇団：パンタロン同盟 |                                                                                      |
| 2001                           | こちら葛飾区亀有公園前派出所                                              | 作・演出                 | 博品館劇場                                           | 原作：秋本治 作・演出：ラサール石井 |                                                                                      |
| 2001                           | 星屑の会 「ストロベリーハウス」                                           | 出演                     | 世田谷パブリックシアター                             | 作・演出：水谷龍二 出演：ラサール石井、でんでん、渡辺哲、麿赤兒 |                                                                                      |
| 2002                           | 別府温泉狂騒曲 喜劇 地獄めぐり ～生きてるだけで丸もうけ～                 | 補綴・演出               | 新橋演舞場、大阪松竹座                               | 作：金子成人 出演：中村勘九郎、柄本明、藤山直美 |                                                                                      |
| 2002                           | No.2                                                                      | プロデュース             | THEATER/TOPS                                         | 作・演出：水谷龍二 プロデュース：ラサール石井 |                                                                                      |
| 2002                           | ライアー・ガール                                                          | 作・演出                 | 近鉄劇場                                             | 出演：小池栄子、森山未来、岡田浩暉 |                                                                                      |
| 2002                           | 明治座公演 「居残り佐平次」                                               | 出演                     | 明治座                                               | 作・演出：水谷龍二 出演：風間杜夫、平田満、余貴美子、ラサール石井 |                                                                                      |
| 2003                           | Zipper                                                                    | 脚本・演出               | 青山円形劇場                                         | 出演：麻生かほ里、入江加奈子、風間水希、原知宏、原田稔 |                                                                                      |
| 2003                           | 風のオルフェウス                                                          | 作・演出                 | THEATER/TOPS                                         | 作・演出：ラサール石井 |                                                                                      |
| 2003                           | 舞台版「こちら亀有公園前派出所」                                          | 脚本・演出               | 博品館劇場                                           | 原作：秋本治 出演：ラサール石井、大河内奈々子、原史奈 |                                                                                      |
| 2003                           | OH！ BABY                                                                 | 作・出演                 | スペース・ゼロ                                       | 作：ラサール石井 演出：きだつよし 出演：ベッキー、東野佑美、清水宏                                                                                                   | 日替わり特別出演                                                                     |
| 2004                           | 伊東四朗一座 旗揚げ解散公演「熱海迷宮事件」                               | 出演                     | 本多劇場                                             | 作：妹尾匡夫 構成・演出：三宅裕司 出演：伊東四朗、三宅裕司、ラサール石井、小倉久寛                                                                                   |                                                                                      |
| 2004                           | スター誕生                                                                | 作・演出                 | 青山劇場                                             | 出演：今井絵理子、島谷ひとみ、仲間由紀恵、加藤茶、布施明、中尾ミエ、森公美子、諸星和己、ROLLY、森山未來                                                              | 日本音楽事業者協会創立40周年記念ミュージカル                                         |
| 2004                           | 燃えよ剣                                                                  | 演出                     | 明治座                                               | 原作：司馬遼太郎 脚本：鈴木聡 出演：上川隆也、風間杜夫、富田靖子 |                                                                                      |
| 2005                           | なかよし                                                                  | プロデュース             | THEATER/TOPS                                         | 作：水谷龍二 演出：田村孝裕 プロデュース：ラサール石井 |                                                                                      |
| 2005                           | プレイバックPart2 屋上の天使                                              | 作・演出                 | 東京国際フォーラム ホールC                           | 脚本：尾崎将也 音楽：玉麻尚一 振付：上島雪夫 | 山口百恵トリビュートミュージカル                                                     |
| 2006                           | 熱海五郎一座 楽曲争奪ミュージカル「静かなるドンチャン騒ぎ」               | 出演                     | サンシャイン劇場                                     | 作：吉高寿男 構成・演出：三宅裕司 出演：三宅裕司、渡辺正行、ラサール石井、小倉久寛、春風亭昇太、東貴博 ゲスト：辺見えみり、タカアンドトシ                            |                                                                                      |
| 2006                           | ヨイショ！の神様                                                          | 演出                     | 新橋演舞場                                           | 作：金子成人 出演：中村勘三郎、藤山直美、柄本明、波乃久里子、小池栄子、火野正平                                                                                      |                                                                                      |
| 2006                           | ハルちゃん                                                                | 作                       | シアターVアカサカ                                    | 作：ラサール石井 演出：田村孝裕 |                                                                                      |
| 2006                           | こちら葛飾区亀有公園前派出所                                              | 作・演出                 | スペース・ゼロ                                       | 原作：秋本治 作・演出：ラサール石井 |                                                                                      |
| 2006                           | 星屑の町〜東京砂漠篇                                                      | 出演                     | 本多劇場                                             | 作・演出：水谷龍二 劇団：星屑の会 |                                                                                      |
| 2006 - 2019                    | 志村魂                                                                    | 脚本・総合演出           | 明治座、中日劇場、天王洲銀河劇場など                 | 主演：志村けん 脚本：朝長浩之 | 志村けんのライフワーク的舞台。2006年の初回から最後となった2019年の志村魂14まで担当。 |
| 2007                           | 熱海五郎一座 「狼少女伝説 TOH!!」                                         | 出演                     | 天王洲 銀河劇場                                      | 作：吉高寿男 構成・演出：三宅裕司 出演：三宅裕司、渡辺正行、ラサール石井、小倉久寛、春風亭昇太、東貴博 ゲスト：南原清隆                                              |                                                                                      |
| 2007                           | 殿のちょんまげを切る女                                                    | 演出                     | 新橋演舞場                                           | 作：中島淳彦 出演：中村勘三郎、波乃久里子、藤山直美、大村崑、岡本綾、中村七之助、渡辺哲                                                                              |                                                                                      |
| 2007                           | 悩み多きものよ                                                            | プロデュース             | THEATER/TOPS                                         | 作：水谷龍二 演出：田村孝裕 プロデュース：ラサール石井 |                                                                                      |
| 2007                           | きっと長い手紙～かもめ郵便局物語～                                        | 演出・出演               | 本多劇場                                             | 作：中島淳彦 演出：ラサール石井 出演：矢口真里、春風亭昇太 |                                                                                      |
| 2007                           | ミュージカル「ゲゲゲの鬼太郎〜十万億土の祈り唄〜」                        | 脚本・作詞・演出         | 俳優座劇場                                           | 原作：水木しげる 脚本・作詞・演出：ラサール石井 | 2014年初演、2017年再演。                                                             |
| 2008                           | 伊東四朗一座 帰ってきた座長奮闘公演「喜劇 俺たちに品格はない」            | 出演                     | 本多劇場                                             | 作：妹尾匡夫 構成・演出：三宅裕司 出演：伊東四朗、三宅裕司、ラサール石井、小倉久寛、春風亭昇太、東貴博 ゲスト：戸田恵子                                              |                                                                                      |
| 2008                           | わらしべ夫婦双六旅                                                        | 演出                     | 新橋演舞場                                           | 作：中島淳彦 出演：中村勘三郎、藤山直美、上島竜兵、矢口真里、余貴美子                                                                                                |                                                                                      |
| 2008                           | 星屑の町〜新宿歌舞伎町篇〜 コマ劇場SPECIAL                                | 出演                     | 新宿コマ劇場                                         | 作・演出：水谷龍二 劇団：星屑の会 |                                                                                      |
| 2009                           | 伊東四朗一座・熱海五郎一座 合同公演「日本映画頂上決戦」                   | 出演                     | 青山劇場                                             | 作：妹尾匡夫 構成・演出：三宅裕司 出演：伊東四朗、三宅裕司、渡辺正行、ラサール石井、小倉久寛、春風亭昇太、東貴博 ゲスト：小林幸子、中村メイコ                        |                                                                                      |
| 2009                           | 久世光彦四回忌追悼『帰ってきた浅草パラダイス』                            | 脚色・演出               | 新橋演舞場                                           | 作：金子成人 演出：久世光彦 出演：中村勘三郎、柄本明、藤山直美、小嶋秀哉、美波                                                                                       |                                                                                      |
| 2009                           | その男                                                                    | 演出                     | 東京芸術劇場、新歌舞伎座                             | 原作：池波正太郎 脚本：鈴木聡 出演：上川隆也、内山理名、平幹二朗 |                                                                                      |
| 2009                           | テアトル・エコー公演138『お手を拝借！』                                   | 作・演出                 | 恵比寿・エコー劇場                                   | 出演：小宮孝泰（主演）、熊倉一雄、沢りつお、山下啓介、後藤敦、落合弘治、藤原堅一、田中英樹、太田淑子、小宮和枝、岡のりこ、安達忍、杉村理加、吉川亜紀子、きっかわ佳代 | 一期下の小宮孝泰とともに古巣のテアトル・エコーの公演に参加。                         |
| 2011                           | 熱海五郎一座 「こんにちは赤ちゃん」                                       | 出演                     | 赤坂ACTシアター                                      | 作：妹尾匡夫 構成・演出：三宅裕司 出演：伊東四朗、三宅裕司、ラサール石井、小倉久寛、春風亭昇太、東貴博 ゲスト：真矢ミキ                                              |                                                                                      |
| 2011                           | ペテン・ザ・ペテン                                                        | 作・演出                 | 新橋演舞場                                           | 出演：柄本明、藤山直美、渡辺えり、ベンガル、小池栄子 | 出演予定だった中村勘三郎が体調不良のため休演、演出の石井が代役として出演。           |
| 2011                           | オーデュボンの祈り                                                        | 演出                     | 世田谷パブリックシアター、サンケイホールブリーゼなど | 原作：伊坂幸太郎 脚本：和田憲明 出演：吉沢悠、筒井道隆 |                                                                                      |
| 2012                           | 熱海五郎一座 「落語日本花吹雪」                                           | 出演                     | サンシャイン劇場                                     | 作：吉高寿男 構成・演出：三宅裕司 出演：三宅裕司、渡辺正行、ラサール石井、小倉久寛、春風亭昇太、東貴博 ゲスト：谷原章介、紫吹淳                                      |                                                                                      |
| 2013                           | 熱海五郎一座 「天使はなぜ村に行ったのか」                                 | 出演                     | サンシャイン劇場                                     | 作：吉高寿男 構成・演出：三宅裕司 出演：三宅裕司、渡辺正行、ラサール石井、小倉久寛、春風亭昇太、東貴博 ゲスト：浅野ゆう子、中村獅童                                  |                                                                                      |
| 2014                           | 熱海五郎一座 新橋演舞場進出記念公演「天然女房のスパイ大作戦」             | 出演                     | 新橋演舞場                                           | 作：吉高寿男 構成・演出：三宅裕司 出演：三宅裕司、渡辺正行、ラサール石井、小倉久寛、春風亭昇太、東貴博 ゲスト：沢口靖子、朝海ひかる                                  |                                                                                      |
| 2014                           | こまつ座第104回公演 『てんぷくトリオのコント ～井上ひさしの笑いの原点～』 | 脚本・監修               | あうるすぽっと                                       | 作：井上ひさし 出演：我が家（坪倉由幸、杉山裕之、谷田部俊）、山西惇、佐藤真弓、市川しんぺー、みのすけ、伽代子                                                        |                                                                                      |
| 2014                           | 伊東四朗生誕?!77年記念 『吉良ですが、なにか？』                           | 演出・出演               | 本多劇場                                             | 作：三谷幸喜 出演：伊東四朗、福田沙紀、戸田恵子 |                                                                                      |
| 2015                           | 熱海五郎一座 「プリティウーマンの勝手にボディガード」                     | 出演                     | 新橋演舞場                                           | 作：吉高寿男 構成・演出：三宅裕司 出演：三宅裕司、渡辺正行、ラサール石井、小倉久寛、春風亭昇太、東貴博 ゲスト：大地真央                                              |                                                                                      |
| 2015 (初演) 2017 - 2018 (再演) | HEADS UP! （ヘッズ・アップ！）                                            | 原案・作詞・演出         | KAAT神奈川芸術劇場、TBS赤坂ACTシアターなど           | 脚本：倉持裕 出演：哀川翔、相葉裕樹、中川晃教 | 第23回読売演劇大賞 優秀演出家賞 受賞                                                 |
| 2016                           | 熱海五郎一座 「ヒミツの仲居と曲者たち」                                   | 出演                     | 新橋演舞場                                           | 作：吉高寿男 構成・演出：三宅裕司 出演：三宅裕司、渡辺正行、ラサール石井、小倉久寛、春風亭昇太、東貴博 ゲスト：松下由樹、笹本玲奈                                    |                                                                                      |
| 2016                           | 連載40周年特別企画 舞台版『こちら葛飾区亀有公園前派出所』                 | 脚本・演出・出演（主演） | AiiA 2.5 Theater Tokyo、サンケイホールブリーゼ       | 原作：秋本治 出演：ユージ、原幹恵、生駒里奈 | 主人公・両津勘吉役で主演。                                                           |
| 2016                           | ヘンリー四世                                                              | 出演                     | 新国立劇場 中劇場                                    | 作：ウィリアム・シェイクスピア 演出：鵜山仁 |                                                                                      |
| 2017                           | 熱海五郎一座 「消えた目撃者と悩ましい遺産」                               | 出演                     | 新橋演舞場                                           | 作：吉高寿男 構成・演出：三宅裕司 出演：三宅裕司、渡辺正行、ラサール石井、小倉久寛、春風亭昇太、東貴博 ゲスト：藤原紀香、水谷八重子                                  |                                                                                      |
| 2017                           | 円生と志ん生                                                              | 出演                     | 紀伊國屋サザンシアター TAKASHIMAYA                   | 作：井上ひさし 演出：鵜山仁 |                                                                                      |
| 2017, 2019, 2021               | 夫婦漫才                                                                  | 演出                     | シアター1010、明治座、新歌舞伎座、博多座など         | 原作：豊川悦司 脚本：池田テツヒロ 出演：大地真央、中村梅雀 |                                                                                      |
| 2018                           | 熱海五郎一座 「船上のカナリアは陽気な不協和音」                           | 出演                     | 新橋演舞場                                           | 作：吉高寿男 構成・演出：三宅裕司 出演：三宅裕司、渡辺正行、ラサール石井、小倉久寛、春風亭昇太、東貴博 ゲスト：浅野ゆう子、瀬奈じゅん                                |                                                                                      |
| 2018                           | こまつ座第121回公演 『たいこどんどん』                                    | 演出                     | 紀伊國屋サザンシアター TAKASHIMAYA                   | 作：井上ひさし 出演：柳家喬太郎、江端英久 |                                                                                      |
| 2018                           | メタルマクベス disc3                                                      | 出演                     | IHIステージアラウンド東京                            | 作：宮藤官九郎 演出：いのうえひでのり 劇団：劇団☆新感線 |                                                                                      |
| 2019                           | 熱海五郎一座 「翔べないスペースマンと危険なシナリオ」                     | 出演                     | 新橋演舞場                                           | 作：吉高寿男 構成・演出：三宅裕司 出演：三宅裕司、渡辺正行、ラサール石井、小倉久寛、春風亭昇太、東貴博 ゲスト：高島礼子、橋本マナミ                                  |                                                                                      |
| 2019, 2022                     | ミュージカル てだのふあ                                                   | 脚本・作詞               | 紀伊國屋サザンシアター TAKASHIMAYA                   | 原作：灰谷健次郎 演出：鵜山仁 |                                                                                      |
| 2020                           | 阿呆浪士                                                                  | 演出                     | 新国立劇場 中劇場                                    | 脚本：鈴木聡 演出：ラサール石井 |                                                                                      |
| 2021                           | 熱海五郎一座 「Jazzyなさくらは裏切りのハーモニー」                        | 出演                     | 新橋演舞場                                           | 作：吉高寿男 構成・演出：三宅裕司 出演：三宅裕司、渡辺正行、ラサール石井、小倉久寛、春風亭昇太、東貴博 ゲスト：紅ゆずる、横山由依                                    |                                                                                      |
| 2021                           | 伊東四朗生誕?!80+3年記念 『みんながらくた』                               | 演出・出演               | 本多劇場                                             | 作：田村孝裕 出演：伊東四朗、戸田恵子、小倉久寛 |                                                                                      |
| 2021                           | 『本日も休診』                                                            | 演出                     | 明治座                                               | 作：見川鯛山 出演：柄本明、花總まり、笹野高史、佐藤B作、渡辺大輔、能條愛未、中島早貴、ベンガル、松金よね子                                                           |                                                                                      |
| 2022                           | 熱海五郎一座 「任侠サーカス 〜キズナたちのライラ〜」                      | 出演                     | 新橋演舞場                                           | 作：吉高寿男 構成・演出：三宅裕司 出演：三宅裕司、渡辺正行、ラサール石井、小倉久寛、春風亭昇太、東貴博 ゲスト：新妻聖子、塚田僚一(A.B.C-Z)                           |                                                                                      |
| 2022                           | ハードボイルド母ちゃん                                                    | 作・演出                 | 小劇場B1、駅前劇場                                   | 出演：田中真弓、永井寛孝、竹田えり |                                                                                      |
| 2022                           | 三十郎大活劇                                                              | 演出                     | 新国立劇場 中劇場                                    | 作：鈴木聡 出演：青柳翔、横山由依 |                                                                                      |
| 2022                           | 世界は笑う                                                                | 出演                     | Bunkamuraシアターコクーン                            | 作・演出：ケラリーノ・サンドロヴィッチ 出演：瀬戸康史、松雪泰子、千葉雄大                                                                                            |                                                                                      |
| 2022                           | 瞼の母                                                                    | 脚本                     | ザムザ阿佐谷                                         | 原作：長谷川伸 演出：流山児祥 脚本：ラサール石井 |                                                                                      |
| 2023                           | 熱海五郎一座 「幕末ドラゴン 〜クセ強オンナと時をかけない男たち〜」        | 出演                     | 新橋演舞場                                           | 作：吉高寿男 構成・演出：三宅裕司 出演：三宅裕司、渡辺正行、ラサール石井、小倉久寛、春風亭昇太、東貴博 ゲスト：檀れい、佐々木蔵之介                                  |                                                                                      |
| 2023                           | good morning N°5 『失うものなどなにもない』                               | 出演                     | 小劇場B1                                             | 作・演出：澤田育子 出演：平田敦子、中村中 |                                                                                      |
| 2024                           | 熱海五郎一座 「スマイル フォーエバー ～ちょいワル淑女と愛の魔法～」       | 出演                     | 新橋演舞場                                           | 作：吉高寿男 構成・演出：三宅裕司 出演：伊東四朗、三宅裕司、渡辺正行、ラサール石井、小倉久寛、春風亭昇太、東貴博 ゲスト：松下由樹                                    | 伊東四朗一座旗揚げ20周年記念                                                         |
| 2024                           | こまつ座第149回公演 『夢の泪』                                            | 出演（主演）             | 紀伊國屋サザンシアター TAKASHIMAYA                   | 作：井上ひさし 演出：栗山民也 出演：秋山菜津子、瀬戸さおり |                                                                                      |
| 2025                           | ラッパ屋公演 はなしづか                                                   | 出演                     | 紀伊國屋ホール                                       | 作・演出：鈴木聡 出演：春風亭昇太、柳家喬太郎 |                                                                                      |
| 2025                           | 熱海五郎一座 「黄昏のリストランテ」                                       | 出演                     | 新橋演舞場                                           | 作：吉高寿男 構成・演出：三宅裕司 出演：三宅裕司、渡辺正行、ラサール石井、小倉久寛、春風亭昇太、東貴博 ゲスト：羽田美智子、剛力彩芽                                  | 6月27日の千秋楽を待って第27回参議院議員通常選挙への出馬が発表された。                |

## 音楽作品

### 歌唱
| 楽曲                                      | 歌                                             | 収録作品                                      | 発売日         | 規格品番             |
| ----------------------------------------- | ---------------------------------------------- | --------------------------------------------- | -------------- | -------------------- |
| おいでよ亀有                              | 両津勘吉（ラサール石井）とこち亀うぃ〜ん合唱団 | 「おいでよ亀有」                              | 1999年12月18日 | CODC-1786            |
| ほんのささいな恋だから 〜マリアのマンボ〜 | 両津（ラサール石井）＆麻里愛（麻生かほ里）     | 「毎日、ノープロブレム」                      | 2000年3月18日  | CODC-1834            |
| ロボ刑事番長の歌                          | 両津勘吉（ラサール石井）                       | 『こち亀百歌選 〜主題歌ベストコレクション〜』 | 2003年3月19日  | PCCA-01869           |
| ジュゲム〜こち亀バージョン                | 両津勘吉（ラサール石井） and 大江戸台風族      | 「ジュゲム〜こち亀バージョン」                | 2004年7月7日   | TKCA-90028           |
| 笑かして                                  | キティ（戸田恵子）＆イッちゃん（ラサール石井） | 「笑かして」                                  | 2025年3月11日  | 音楽ダウンロード配信 |

### 作詞
- 亀有は昨日も晴れだった（斉藤レイとこち亀うぃ〜ん合唱団）